# Tilt (Musikprojekt)

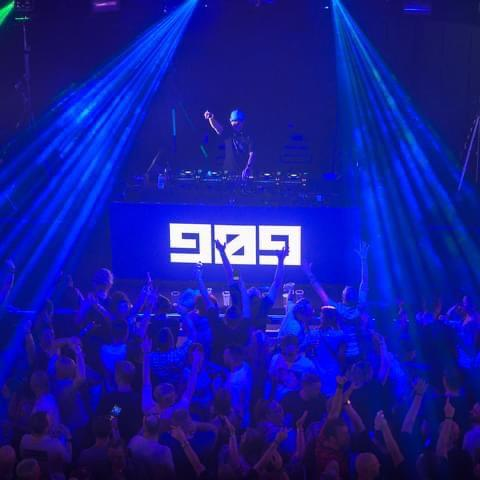
Tilt spielt den Dome mit Paul Oakenfold (Juni 2023)

Tilt ist ein britisches Trance-Projekt bestehend aus den Musikproduzenten Andy Moor und Mick Parks. Ehemalige Mitglieder sind John Graham und Michael Wilson.

## Karriere
Das Musikprojekt Tilt wurde 1993 von Mick Parks, Mick Wilson und John Graham gegründet. Ihre Debütsingle „I Dream“ erschien 1995 auf Paul Oakenfolds Label Perfecto und wurde gleich ein Hit. In den britischen Singlecharts erreichte der Song Platz 69. Auch die Nachfolgesingles „My Spirit“, „Places“, „Butterfly“, „Children“ (ein Remake des Klassikers von Robert Miles) und „Invisible“ erreichten allesamt die Singlecharts. Die Single Invisible, die sie zusammen mit Paul van Dyk produzierten, kam sogar in die Top 20 und wurde auf dem Musiklabel Hooj Choons veröffentlicht.
1999 verließ John Graham das Projekt, um eine Solokarriere zu verfolgen. Unter den Pseudonymen Quivver, Space Manoeuvres und Stoneproof hatte er schließlich auch einige Charterfolge. Das Duo Parks & Wilson produzierte jedoch weiter als Tilt und hatten mit „Dark Science“ einen weiteren Charterfolg.
Für ihr Debütalbum „Explorer“, das 2005 auf dem Label Lost Language erschien, wurde schließlich Andy Moor verpflichtet. Zu dritt produzierten sie auch die Single „The World Doesn’t Know“. Kurz nach dem Album verließ schließlich auch Mick Wilson das Projekt. 2006 wurde mit Vaults ein zweites Album veröffentlicht.

## Diskografie

### Alben
- 2005: Explorer
- 2006: Vaults

### Singles
- 1995: I Dream
- 1996: My Spirit
- 1997: Butterfly
- 1997: Places
- 1998: Children
- 1999: Invisible
- 2000: Dark Science E.P.
- 2002: Headstrong (feat. Maria Nayler)
- 2004: The World Doesn’t Know
- 2004: Twelve
- 2005: New Day

### Remixe
- 1999: John Digweed - 36
- 2000: Jan Johnston - Flesh
- 2000: Chakra - Home
- 2000: Melanie C - I Turn to You
- 2006: Tiësto pres. Allure - The Loves We Lost